# Scaptomyza budnikae
Scaptomyza budnikae är en tvåvingeart som beskrevs av Brncic 1983. Scaptomyza budnikae ingår i släktet Scaptomyza och familjen daggflugor. Inga underarter finns listade i Catalogue of Life.